# ۳۷ دلو
۳۷ دلو یک ستاره است که در صورت فلکی دلو قرار دارد.